# Taxithelium perminutum
Taxithelium perminutum är en bladmossart som beskrevs av Brotherus 1897. Taxithelium perminutum ingår i släktet Taxithelium och familjen Sematophyllaceae. Inga underarter finns listade i Catalogue of Life.